# Sanjaq de Novi Pazar

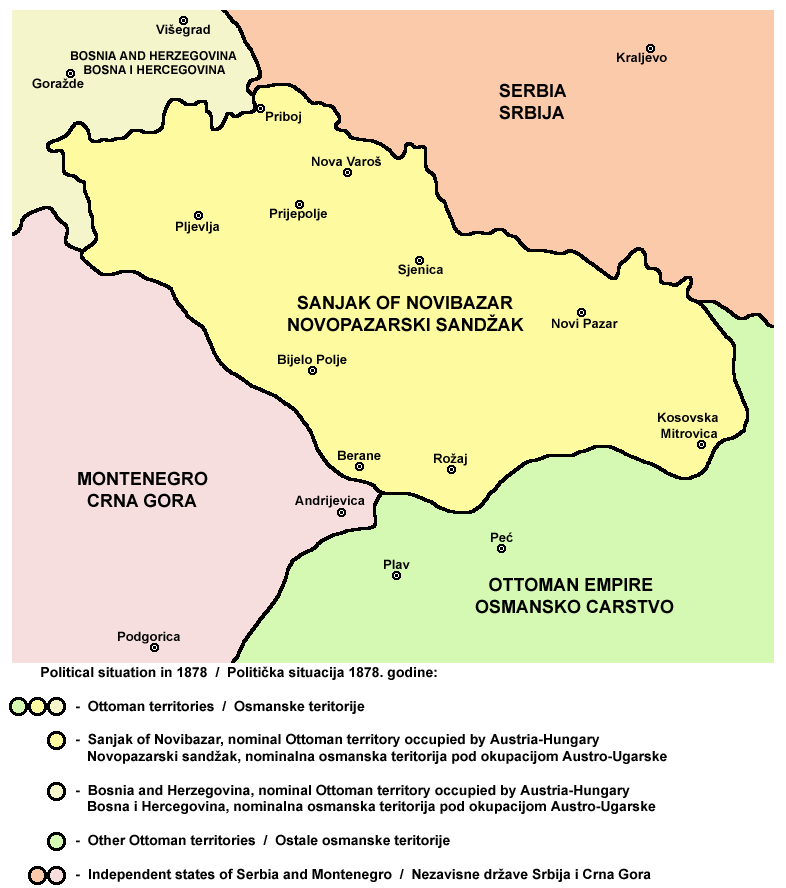
El sanjaq de Novi Pazar el 1878

El Sanjaq de Novi Pazar (serbi: Новопазарски санџак, Novopazarski sandžak; albanès: Sanxhaku i Pazarit të Ri; turc: Yeni Pazar sancağı) fou un sanjaq de l'Imperi Otomà (unitat administrativa de segon nivell) que va existir fins a les Guerres Balcàniques de 1912-1913 en territori de les actuals Sèrbia i Montenegro.
Formava part de la província otomana de Bòsnia i més tard de la de Kosovo i incloïa la major part de l'actual regió de Sandžak (anomenada així pel Sandjak de Novi Pazar), així com parts septentrionals de Kosovo (l'àrea de Kosovska Mitrovica), i era l'únic corredor que unia Bòsnia-Hercegovina amb la resta de l'Imperi Otomà. La seu administrativa del Sanjaq de Novi Pazar fou la ciutat de Novi Pazar. Des del Congrés de Berlín de 1878 fins al 1908, el Sandjak mantenia guarnicions militars austro-hongareses, que abandonaren la regió quan els Habsburg s'annexaren Bòsnia i Hercegovina. Després de les Guerres Balcàniques de 1912-1913, el territori del sanjaq fou dividit entre Sèrbia i Montenegro.